# 佐賀競馬場

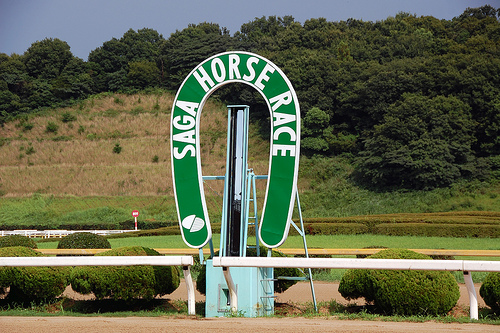
コース内の看板

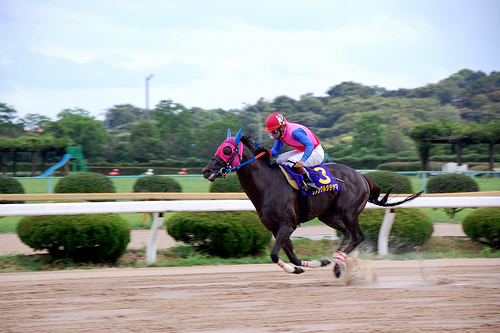
レースの様子（倉富隆一郎騎手騎乗のヴァンクルタテヤマ）

佐賀競馬場（さがけいばじょう Saga Racecourse）は、佐賀県鳥栖市にある地方競馬の競馬場である。佐賀県競馬組合によって、現在は年間を通して中央競馬と同じ土曜・日曜を中心に競馬が開催されている。オッズパーク加盟競馬場。
本項では併設されている中央競馬の場外勝馬投票券発売所であるJ-PLACE鳥栖（佐賀競馬場スタンド1階）（ジェイ・プレイスとす さがけいばじょうスタンド1かい）についても記述する。

## 概要

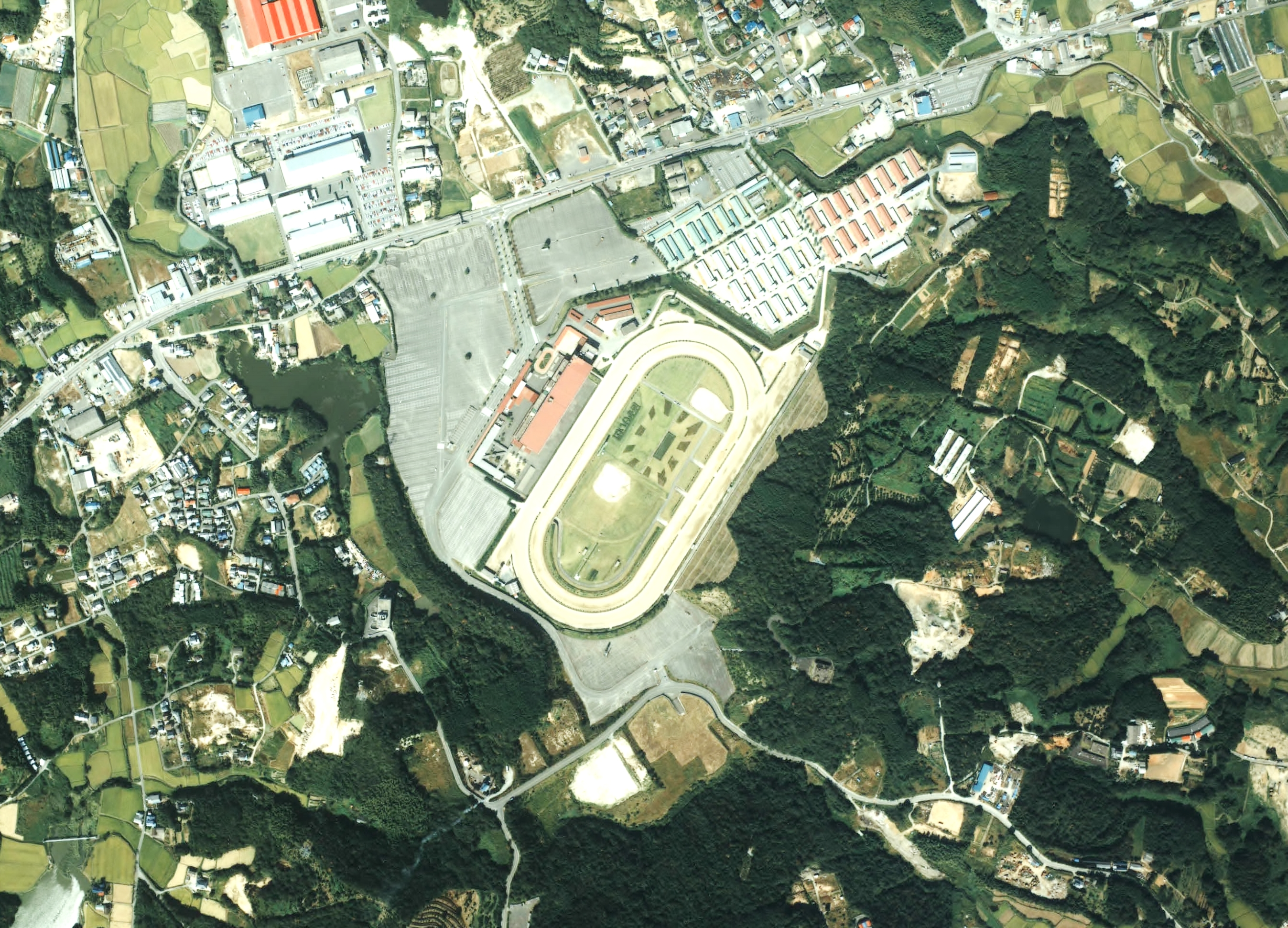
佐賀競馬場付近の空中写真。1987年撮影。

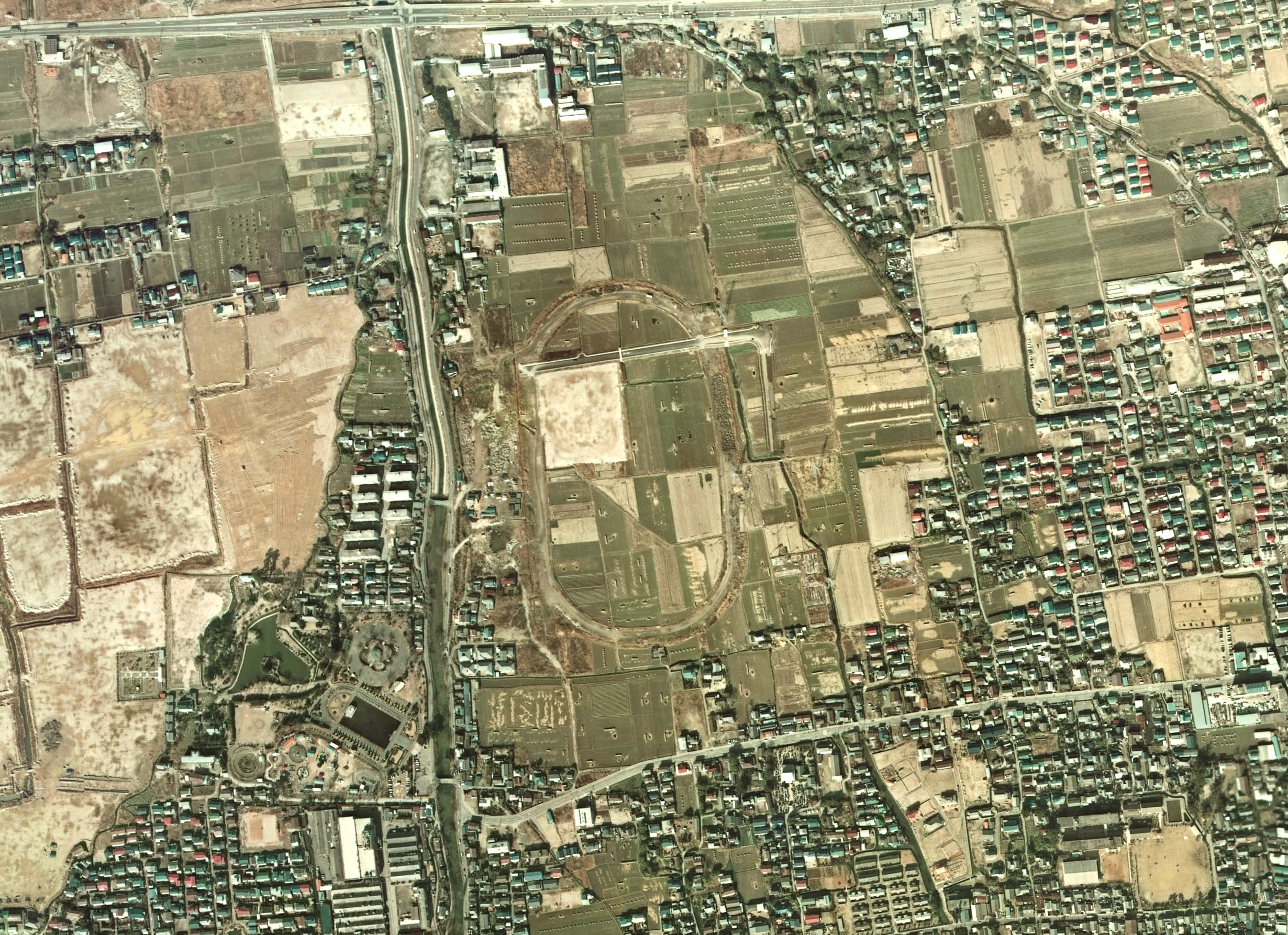
1974年に撮影された、旧佐賀競馬場付近の空中写真。画像中央付近に縦長方向の楕円形状コース跡が見える。1974年撮影の2枚を合成作成。

佐賀競馬場は、以前は佐賀駅から直線距離で約1km北西の佐賀市神野（こうの（北緯33度16分6秒 東経130度17分6.6秒 / 北緯33.26833度 東経130.285167度））に所在して、いわゆる「旧競馬法」が施行されていた1924年5月から1972年2月まで開催していた。しかし、周辺地域の市街化を理由に1972年7月1日に現在地へ移転、旧佐賀競馬場は閉鎖・解体され、現在は住宅団地などとなっている。
2001年までは中津競馬場、2011年までは荒尾競馬場と共に「九州競馬」を構成しており、レース日程の調整や相互の場間場外発売、人馬の交流などが行われていた。2006年までは佐賀競馬・荒尾競馬で同時開催を行ったり、それぞれ異なる主催者の発売を行っていたが、2007年に荒尾競馬で3連勝式馬単（三連単）を導入する際に投票システムを統合させた。
売上は1991年度の359億円をピークに年々減少を続け、1998年以降は赤字に転じた。2011年に荒尾競馬が廃止されたことで九州島内で唯一の地方競馬となり、競走馬が増えるなど状況の好転を見せている。その後、JRAの電話投票システム「IPAT」の普及により全国どこでも地方競馬の勝馬投票券を購入できるようになると売上は回復。2013年度には黒字転換を果たした。2020年に新型コロナウイルスの感染拡大が始まると巣ごもり需要によるネット投票が定着し、2021年2月11日には1日の売上が16億834万6400円となり、レコードを更新。2020年度の年間売得金が492億346万7200円となり、1991年の359億円を大幅に上回る記録となった。
日本の全公営競技場を見渡しても最大である1万台収容の広大な駐車場を持つ。競馬場移転当時から見れば、その後のモータリゼーションの到来を十分に見越したものといえる。自動車での来場を重視しているため、飲酒運転防止の観点から、競馬場内商店・飲食店での酒販売が禁止されていたが、2024年4月6日（令和6年度第1回県営競馬初日）から酒類販売が解禁される。
2013年（平成25年）度以降は、「宵もよかよか さがけいば」をテーマに、通年で薄暮競走を展開する。発走時間は基本第1競走12:15から最終競走18:15までとなっている。なお現地の日没時間によって発走時刻が調整され、日没が早くなる秋季・冬季は発走時刻が繰り上がり、また冬季にはレース数をさらに制限（通常11レースのところを10レースにするなど）する場合もある。2018年3月にナイター競走にも対応した照明塔が設置され、同年度は秋季から冬季の薄暮開催もこの照明塔を使い、最終レースを9月下旬から11月4日まで日没とほぼ同時刻に、11月10日から「イブニングレース」として概ね18時10分前後に実施する。2020年度は最終レースを、4月～9月及び1月～3月は19時15分頃発走の薄暮競走、10月から12月は20時40分頃発走のナイター開催を実施している。2020年9月5日、ナイターレースの愛称をほとめきナイターに決定したと発表された。
2022年度からはナイター開催の比率を多くしたことも手伝い、前年比109.1％の688億円を記録し、売り上げの過去最高を記録した。
2024年11月4日に第24回ジャパンブリーディングファームズカップ（JBC）が開催され、当競馬場でGI級競走が行われたのは初めてのことである。また2024年度からは通年でのナイター開催を基本として、1開催5日間をほぼ毎週土・日曜と、隔週で平日開催（例外として4月の第1回は3週連続毎週土曜日と、第1・3週目は日曜日、2025年3月の第23回は同じく3週連続毎週土曜日と第3・4週目の日曜日の変則開催）に実施されている。
佐賀競馬場独自の特徴として、パドックの周回は右周りとなっている。
2016年秋頃より、場内放送が独自の女性声から地方競馬他場との共通音声となった。
2023年より場内実況は前年にラジオNIKKEIを退職しフリーアナウンサーに転身した佐藤泉を中心に、同年よりアナウンス業務におけるプロポーザル契約を交わしたラジオNIKKEIよりアナウンサー（中野雷太や小塚歩など）が派遣されて担当している。またYouTubeチャンネルの配信番組は元JRA騎手の佐藤哲三がMCを務めている。
2024年、佐賀競馬発のアイドルグループUMATENAがデビューする。
同年9月29日の開催日をもって長年パドックで運用されていた手書きによる下見所掲示板（黒板による出走表・馬体重掲示）が運用を終了。次開催となる10月6日より新たに設置された電光掲示板（パドックビジョン）の使用を開始する。
2025年3月、佐賀競馬主催者の佐賀県競馬組合は佐賀競馬場の南側駐車場跡地に国内初の自前の馬ふんの堆肥化施設を整備し、7月に運用開始した。登録農家や特定日に競馬場来場者に無償で配布される。

## コースレイアウト
- コース：ダート右周り、1周：1100m、幅員：24m
- 施行可能距離：900m、1300m、1400m、1700m、1750m、1800m、1860m、2000m、2400m、2500m

1700mは2002年3月24日、2400mは2004年3月7日を最後に、使用されていない。
1860mは2024年JBCレディスクラシックを開催するに伴い新設、2023年4月29日の高千穂峰賞で初使用された。
2500mは九州大賞典でのみ使用される。
- 出走可能頭数（フルゲート）：12頭

## ウインズ佐賀→J-PLACE鳥栖
スタンド西側にはJRAの場外発売所が設置されている。開設当初は佐賀場外の名称で呼ばれていたが、2012年（平成24年）1月よりウインズ佐賀（佐賀競馬場内）に正式名称が変更された。
2019年（令和元年）9月28日より地方競馬共同トータリゼータシステムを介したシステムに変更し、J-PLACE鳥栖に名称が変更された。改正後も、当面はメインレース、及び重賞前日発売のみを対象としていたが2022年(令和4年)4月2日より全レース発売に拡大した。
これに伴うシステム改修のため、ウインズ佐賀としては2019年8月18日で終了した（ただし8月19日から10月19日のうち、佐賀競馬が指定した日程に限り、ウインズ佐賀として発売した馬券の払い戻しは行なう）。

## 発売する馬券の種類
佐賀競馬・J-PLACE鳥栖
○…発売 ×…発売なし ☆…オッズパークまたはJRAサイトでのインターネット販売のみ
| 単勝 | 複勝 | 枠番連複 | 枠番連単 | 普通馬複 | 馬番連単 | ワイド | 3連複 | 3連単 | 重勝式 |
| ---- | ---- | -------- | -------- | -------- | -------- | ------ | ----- | ----- | ------ |
| ○    | ○    | ○        | ×        | ○        | ○        | ○      | ○     | ○     | ☆      |

佐賀競馬では2010年（平成22年）1月23日から五重勝単勝式の発売を開始した。また2012年（平成24年）5月12日から「七重勝単勝式」を「オッズパークLOTO」のサイトで発売するという予定がされたが、オッズパークのサイトリニューアル作業がサーバートラブルのため延期となったために、無期延期となったが、発売体制が整ったとして2012年（平成24年）5月26日開催分（前夜発売25日18時）より発売を開始した。
JRAの場外発売は各場全競走、および前日発売対象競走を発売（2022年4月2日より）。

## アクセス

### 車
- 九州自動車道鳥栖ICより所要約20分
- 長崎自動車道東脊振ICより所要約20分

### 公共交通機関
- JR九州鳥栖駅より西鉄バス43 目達原・神埼駅行きに乗車、競馬場前バス停にて下車（所要約15分）
- JR九州新鳥栖駅よりタクシー利用、所要約10分
- JR九州久留米駅よりタクシー利用、所要約15分
- 西鉄天神大牟田線西鉄久留米駅よりタクシー利用、所要約20分

### 徒歩
- 長崎本線（JR九州）肥前麓駅より徒歩約40分
- 鹿児島本線（JR九州）肥前旭駅より徒歩約40分
- 長崎本線（JR九州）中原駅より徒歩約45分

競馬開催時には、西鉄久留米バスセンター（JR久留米駅経由）及び西鉄天神大牟田線西鉄柳川駅より友の会バスが運行される（往復利用の場合は復路無料）。

## 主な競走

### ダートグレード競走
- サマーチャンピオン（JpnIII）（サラ3歳以上）
- 佐賀記念（JpnIII）（サラ4歳以上）

以下は2024年11月4日に開催された。
- JBCクラシック（JpnI）（サラ3歳以上）
- JBCスプリント（JpnI）（サラ3歳以上）
- JBCレディスクラシック（JpnI）（サラ3歳以上牝馬）

### 重賞競走

#### 2歳
- 九州ジュニアチャンピオン（佐賀デビュー馬限定） - 全日本2歳優駿指定競走
- カペラ賞 ※2018年重賞昇格
- フォーマルハウト賞 - 西日本地区交流
- ネクストスター佐賀（2023年新設[24]） - 未来優駿指定競走

#### 3歳
- ル・プランタン賞（牝馬限定） - 地方全国交流、GRANDAME-JAPAN3歳シリーズ
- 佐賀皐月賞 - 栄城賞ステップ ※2018年重賞昇格
- 九州優駿栄城賞 - 四国・九州地区交流、2023年までは九州ダービー栄城賞、2024年は栄城賞の名称であった
- 佐賀ユースカップ ※2021年重賞昇格
- ロータスクラウン賞 - 四国・九州地区交流
- 花吹雪賞（牝馬限定） - 桜花賞トライアル四国・九州ブロック代表馬選定競走
- 飛燕賞
- たんぽぽ賞（九州産馬限定） - 中央・地方指定交流
- ネクストスター西日本（2024年新設、持ち回り）
- 佐賀若駒賞（2024年新設）
- 西日本3歳優駿（2016年新設、持ち回り）

#### 3歳（4歳）以上
- 佐賀スプリングカップ（サラ3歳以上） ※2018年重賞昇格
- 佐賀ヴィーナスカップ（サラ4歳以上牝馬） - GRANDAME-JAPAN古馬シリーズ
- 佐賀がばいスプリント（サラ3歳以上） ※2024年新設
- 佐賀王冠賞（サラ3歳以上） ※2018年重賞昇格
- 吉野ヶ里記念（サラ3歳以上） - サマーチャンピオンステップ
- 九州チャンピオンシップ（サラ3歳以上）※2021年重賞昇格
- 霧島賞（サラ3歳以上、九州産馬限定） - 中央・地方指定交流（中央所属馬は2勝クラス条件）
- 九州大賞典（サラ3歳以上） - 佐賀記念ステップ
- 鳥栖大賞（サラ3歳以上） - 地方全国交流
- 佐賀オータムスプリント（サラ3歳以上） ※2018年重賞昇格
- 中島記念（サラ3歳以上、ファン選抜） - 佐賀記念ステップ
- ゴールドスプリント（サラ3歳以上）※2022年重賞昇格
- ウインターチャンピオン（サラ3歳以上） ※2018年重賞昇格
- 九州クラウン（サラ3歳以上）※2022年重賞昇格
- はがくれ大賞典（サラ3歳以上） - 地方全国交流
- 九州産グランプリ（サラ3歳以上、九州産馬限定） ※2024年新設

1999年から2011年まで、佐賀・荒尾・中津の九州3場（中津が廃止された2001年以降は2場）では、サラブレッド系の地区交流重賞競走（九州産馬限定競走を除く）を対象として、九州競馬独自の重賞格付けを適用していた。2011年12月の荒尾廃止に伴って九州地区の地方競馬場が佐賀のみとなった2012年当初、重賞格付け表記は一時的に消滅したが、多数の重賞が新設された2013年1月から、統一グレード競走を除く全ての重賞競走に対して、新たに佐賀独自の格付けS1-2が付されていた。しかし、2018年度より重賞競走の格付けを廃止することになった。

### その他特別競走
- 里帰りジョッキーズカップ（九州出身の騎手を招待しての交流競走）
- M&Kジョッキーズカップ（岩手・佐賀の所属騎手による交流競走）
- レディスヴィクトリーラウンド（2016年創設、地方競馬の女性騎手による交流競走）
- ヤングジョッキーズシリーズ（2017年 - 、トライアルラウンドを開催）
- 高知・佐賀スタリオンシリーズ（2016年 - 2023年、指定競走の優勝馬の馬主に種牡馬の配合権が贈呈される、）

### JRA2歳認定競走（2011年（平成23年）度まで）
- ルーキーステージ（認定新馬）
- アゲインステージ（認定未勝利）
  - 認定新馬戦が廃止された2012年（平成24年）度以降は、賞金上位馬による重賞・特別競走を対象として編成されている。

## レコードタイム
サラ系の競走のみ記載。
- †は基準タイム。
- 参考資料：地方競馬情報サイトび

| 距離  | タイム | 競走馬         | 性別 | 斤量   | 騎手       | 記録年月日     |
| ----- | ------ | -------------- | ---- | ------ | ---------- | -------------- |
| 900m  | 0:52.2 | ドラゴンゲート | 牡8  | 56kg   | 田中純     | 2020年6月20日  |
| 1300m | 1:19.9 | ダノングッド   | 牡11 | 56kg   | 多田羅誠也 | 2023年1月15日  |
| 1400m | 1:23.8 | スーニ         | 牡5  | 58.5kg | 川田将雅   | 2011年8月16日  |
| 1750m | 1:51.1 | ダイワボルドー | 牡4  | 55kg   | 鮫島克也   | 2014年11月30日 |
| 1800m | 1:53.7 | キングプライド | 牝6  | 56kg   | 川島拓     | 2018年5月13日  |
| 1860m | 1:58.8 | ビルンバウム   | 牡3  | 56kg   | 石川慎将   | 2024年9月1日   |
| 2000m | 2:05.0 | クリンチャー   | 牡7  | 58kg   | 川田将雅   | 2021年2月11日  |
| 2500m | 2:43.5 | グレイトパール | 牡7  | 56kg   | 鮫島克也   | 2020年10月25日 |

## 主な活躍馬
- チアズファンシー - 「デビューからの19連勝」はトウケイニセイ（岩手）のデビュー18連勝を塗り替え、今なお破られぬ日本競馬最高記録。
- リンデンニシキ - 1996年（平成8年）の開設記念（現在の佐賀記念）で中央馬相手に逃げ切り優勝。
- キングオブザロード - 通算32勝、佐賀デビュー馬として史上初の収得賞金1億円突破。
- カシノオウサマ - 2002年（平成14年）の九州3歳三冠を達成、積極的に参戦したグレード競走でも善戦を繰り返す。
- エスワンスペクター - 2003年（平成15年）のエーデルワイス賞（G3）優勝、佐賀所属馬で初めてのダートグレード競走制覇。
- キングプライド - 通算35勝、2015年九州ダービー栄城賞優勝。佐賀生え抜き馬。

## 場外発売所

### 現在発売を行っている施設
- 無し

### 廃止・閉鎖された施設
- トゥルー稲築（福岡県稲築町（現・嘉麻市））－1994年（平成6年）4月 - 1998年（平成10年）3月
  - 佐賀競馬としては初めてとなる、佐賀県外への場外発売所の設置事例だった。
- 小倉場外発売所（北九州市、JRA小倉競馬場内）－2003年（平成15年）11月[26] - 2009年（平成21年）3月
  - 競馬場スタンド1階の一部スペースを利用、JRA開催日との重複日のみの発売だった。
- 宮崎田野場外発売所（宮崎市）－2006年（平成18年）12月 - 2013年（平成25年）12月
  - 南九州地区では、荒尾競馬が前年に設置したニューウェーブ大崎（鹿児島県大崎町）に続く地方競馬の場外施設となったが、現在は共に廃止されている。実質的な馬券発売業務は2013年（平成25年）11月10日で、払戻業務も同12月1日で終了している。[27]
- ドリームなかつ（大分県中津市、旧中津競馬場場外）－2023年（令和5年）11月30日場外発売終了。2024年（令和6年）1月30日払戻し終了。
- トゥルー佐賀（佐賀市大和町）－2024年（令和6年）6月30日発売終了。同年8月29日払戻し終了。
- トゥルー鳥栖（鳥栖市、外向ミニ場外）－2024年（令和6年）6月30日発売終了。以後の払い戻しは本場窓口で対応。
- 鹿児島県薩摩川内市市比野に場外発売所設置の計画があるが、具体化には至っていない。